# Arlingtonkyrkogården
Arlingtonkyrkogården (engelska: Arlington National Cemetery), som ligger i Arlington, Virginia vid Potomacfloden mittemot staden Washington, är USA:s mest betydande krigskyrkogård. På krigsminister Edwin M. Stantons beslut grundades griftegården 1864 (under amerikanska inbördeskriget) på plantageägor som konfiskerats från sydstatsgeneralen Robert E. Lee.
Det är Armédepartementet (Department of the Army) som ombesörjer driften av griftegården. De flesta andra federala krigsgriftegårdarna drivs av Veterandepartementet (Department of Veteran Affairs).

## De som har rätt att begravas på Arlingtonkyrkogården
De som har rätt att begravas på Arlingtonkyrkogården:
- Krigsmän som stupat i strid.
- Krigsveteraner som pensionerats.
- Krigsveteraner som blivit krigsinvalider.
- Krigsmän och CIA-tjänstemän som erhållit vissa utmärkelser.
- Tidigare krigsfångar.
- Änka eller änkling till person som redan är begraven på kyrkogården.
- Minderåriga barn till person som redan är begraven på kyrkogården.
- Personer med höga befattningar inom den federala statsmakten, exempelvis: presidenter, domare i USA:s högsta domstol, försvarsministrar samt senatorer och kongressledamöter (med militär bakgrund).

Dispens har getts i särskilda fall för civila, till exempel har civila som dött i terrorattacker fått begravas här. Annat exempel är astronauter som dött i tjänsten, till exempel Challengerolyckan.

## Begravningar

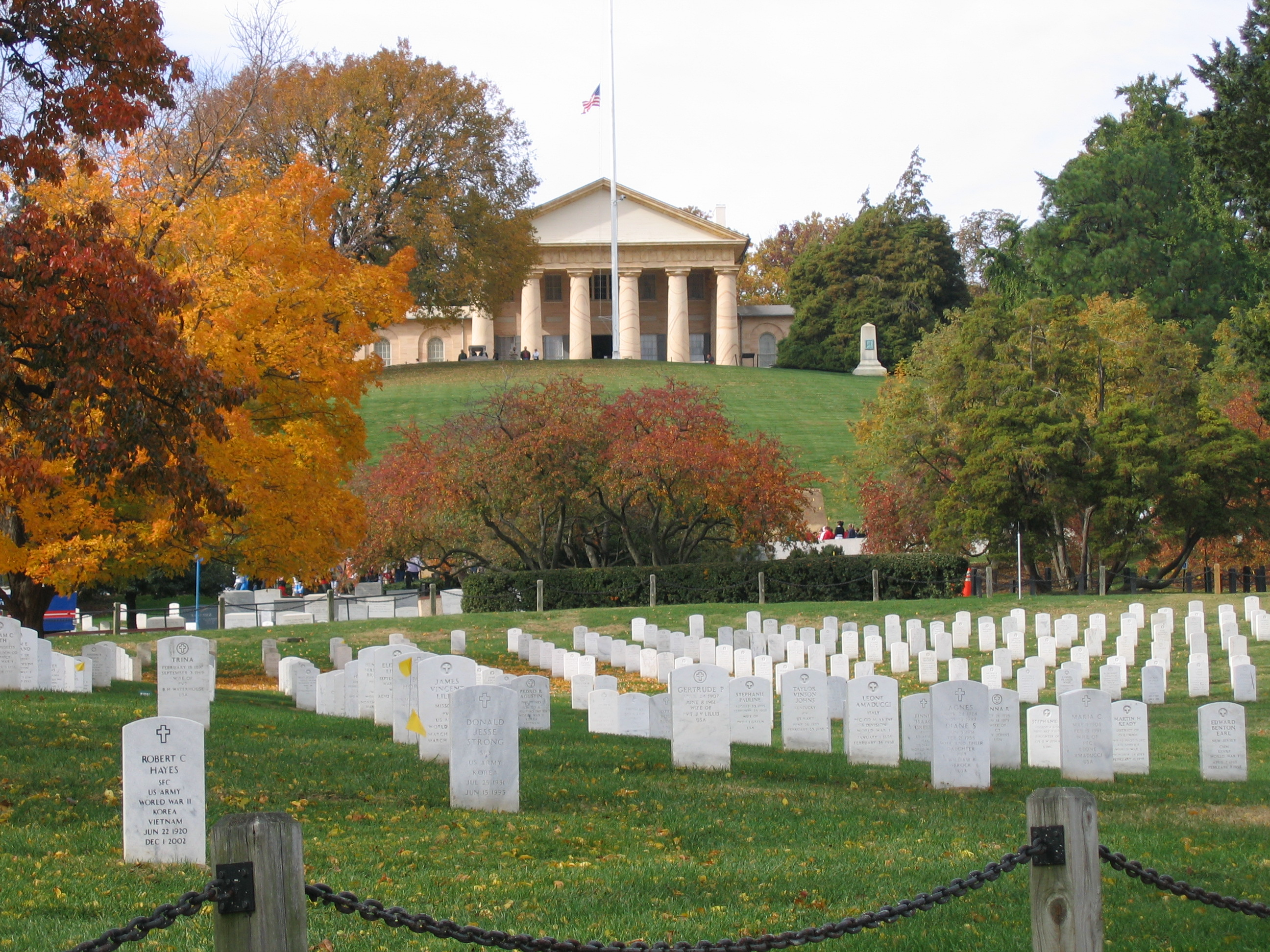
Arlington House är huvudbyggnaden för den godsegendom som fanns på platsen innan griftegården inrättades.

Stoftet efter 300 000 människor vilar på Arlingtongriftegården, och i genomsnitt genomförs 28 begravningar om dagen, fem dagar i veckan (måndag–fredag). Flaggorna på kyrkogården halas till halv stång en halvtimme före den första begravningen och hissas en halvtimme efter att den sista begravningen är genomförd.
Här vilar soldater som miste livet under amerikanska inbördeskriget, andra världskriget och Koreakriget, men också från det tidiga 2000-talets konflikter i Afghanistan och Irak. Här finns även den okände soldatens grav.

## Kända personers gravar
President John F. Kennedy ligger begravd här, liksom hans änka Jacqueline Kennedy och hans bröder, senatorerna Robert Kennedy och Ted Kennedy.
Andra kända personer som ligger begravda på Arlingtonkyrkogården:
- Henry H. Arnold, chef för United States Army Air Forces under andra världskriget.
- Omar N. Bradley, general under andra världskriget.
- Warren Burger, chefsdomare i USA:s högsta domstol.
- Medgar Evers, medborgarrättsaktivist
- Dashiell Hammett, författare
- Pierre L'Enfant, officer, arkitekt och stadsplanerare, ritade stadsplanen för Washington D.C.
- Joe Louis, tungviktsboxare
- George C. Marshall, arméstabschef, utrikesminister, försvarsminister och mottagare av Nobels fredspris.
- Thurgood Marshall, den förste afroamerikanske ledamoten av USA:s högsta domstol.
- Lee Marvin, skådespelare
- Glenn Miller, jazzmusiker (kenotaf)
- William E. Miller, advokat och politiker, vicepresidentkandidat 1964
- Audie Murphy, krigshjälte och skådespelare
- John J. Pershing, de amerikanska truppernas befälhavare under första världskriget.
- William Rehnquist, chefsdomare i USA:s högsta domstol.
- William Henry Jackson, konstnär, fotograf och upptäcktsresande.
- William Howard Taft, den ende som varit både USA:s president och ordförande i USA:s högsta domstol
- Lauri Törni, finländsk, tysk och amerikansk officer.
- Earl Warren, ordförande i USA:s högsta domstol.

## Bildgalleri

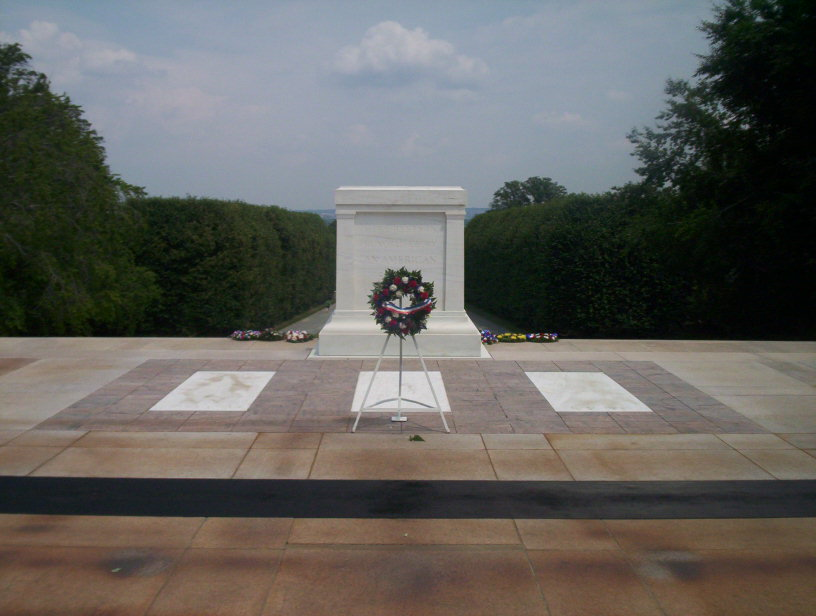
Den okände soldatens grav.
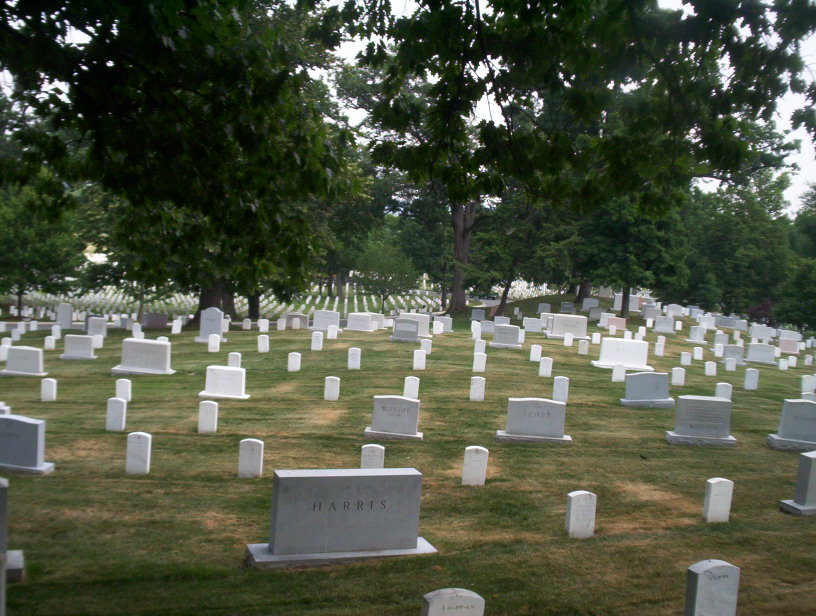
Gravvårdar.
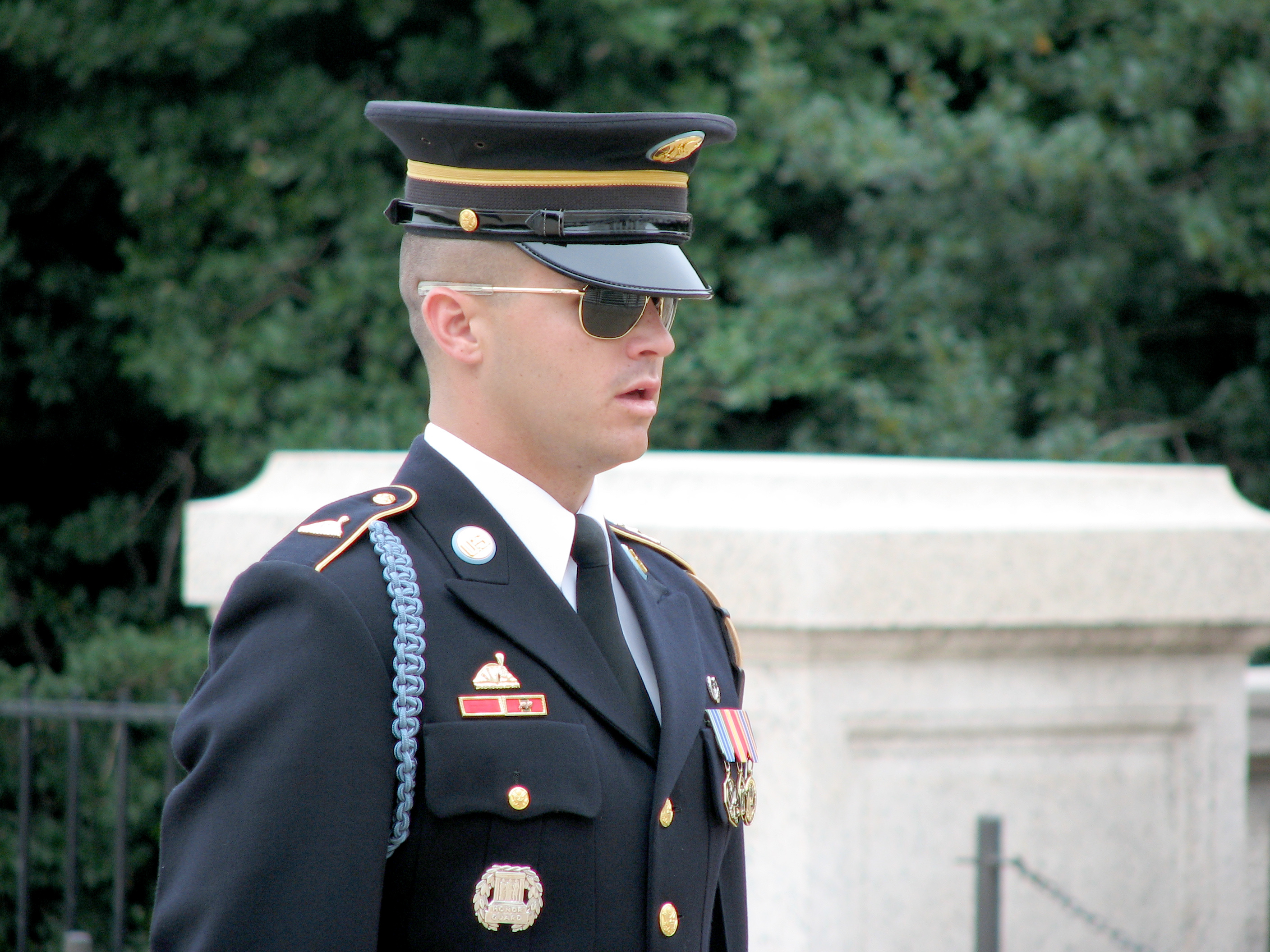
Infanterisoldater från 3rd US Infantry Regiment utgör ständig hedersvakt vid den okände soldatens grav.
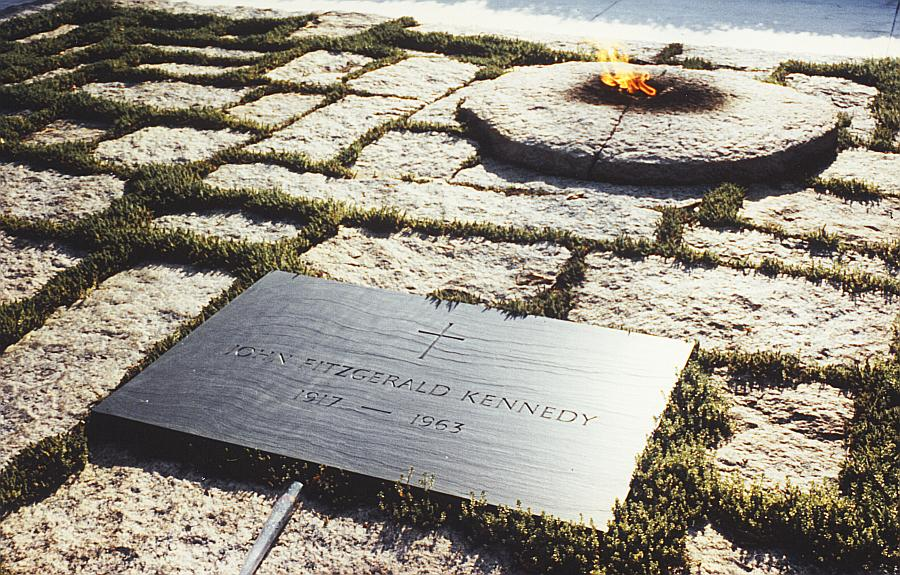
President John F. Kennedys gravvård med evighetslågan.
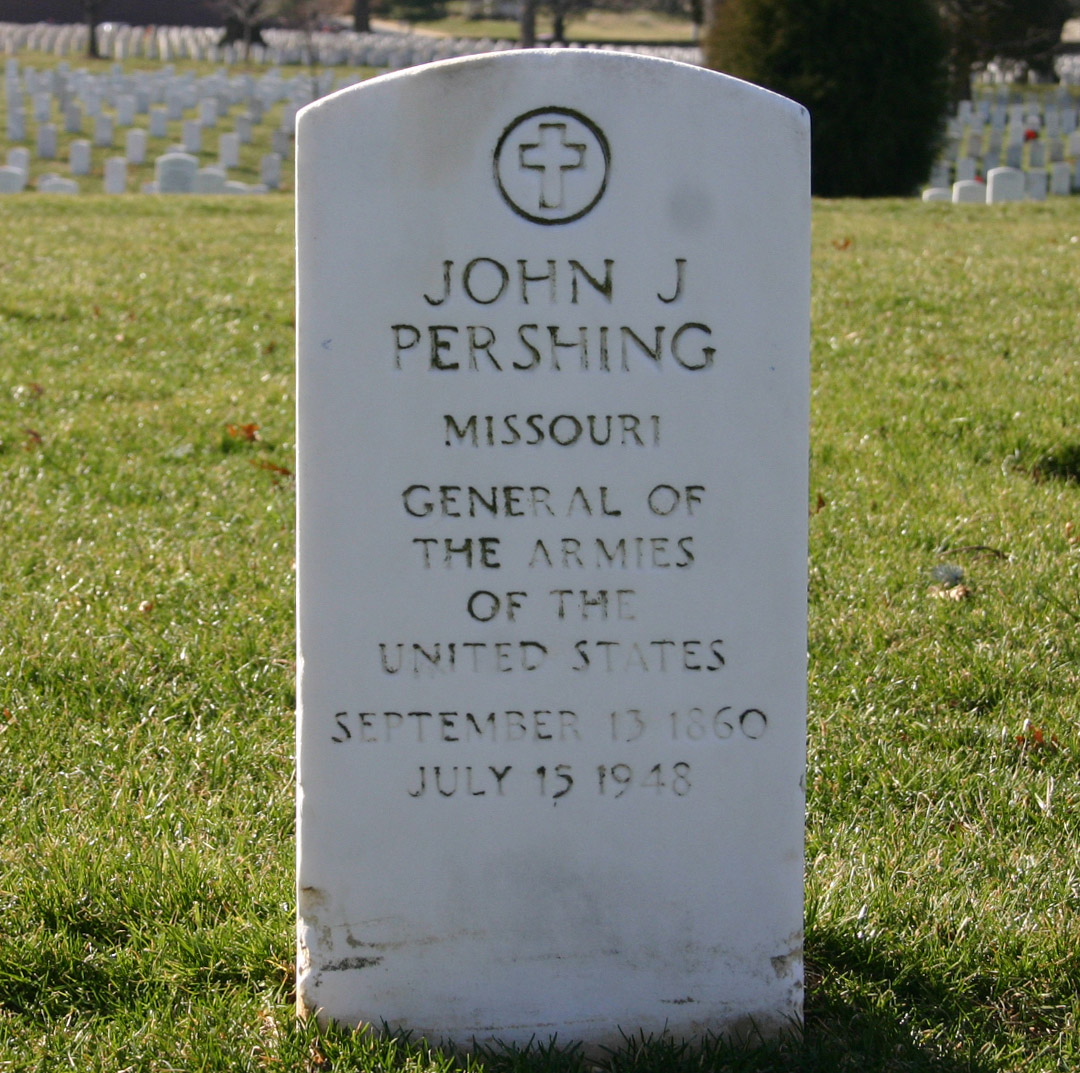
John Pershings gravsten.
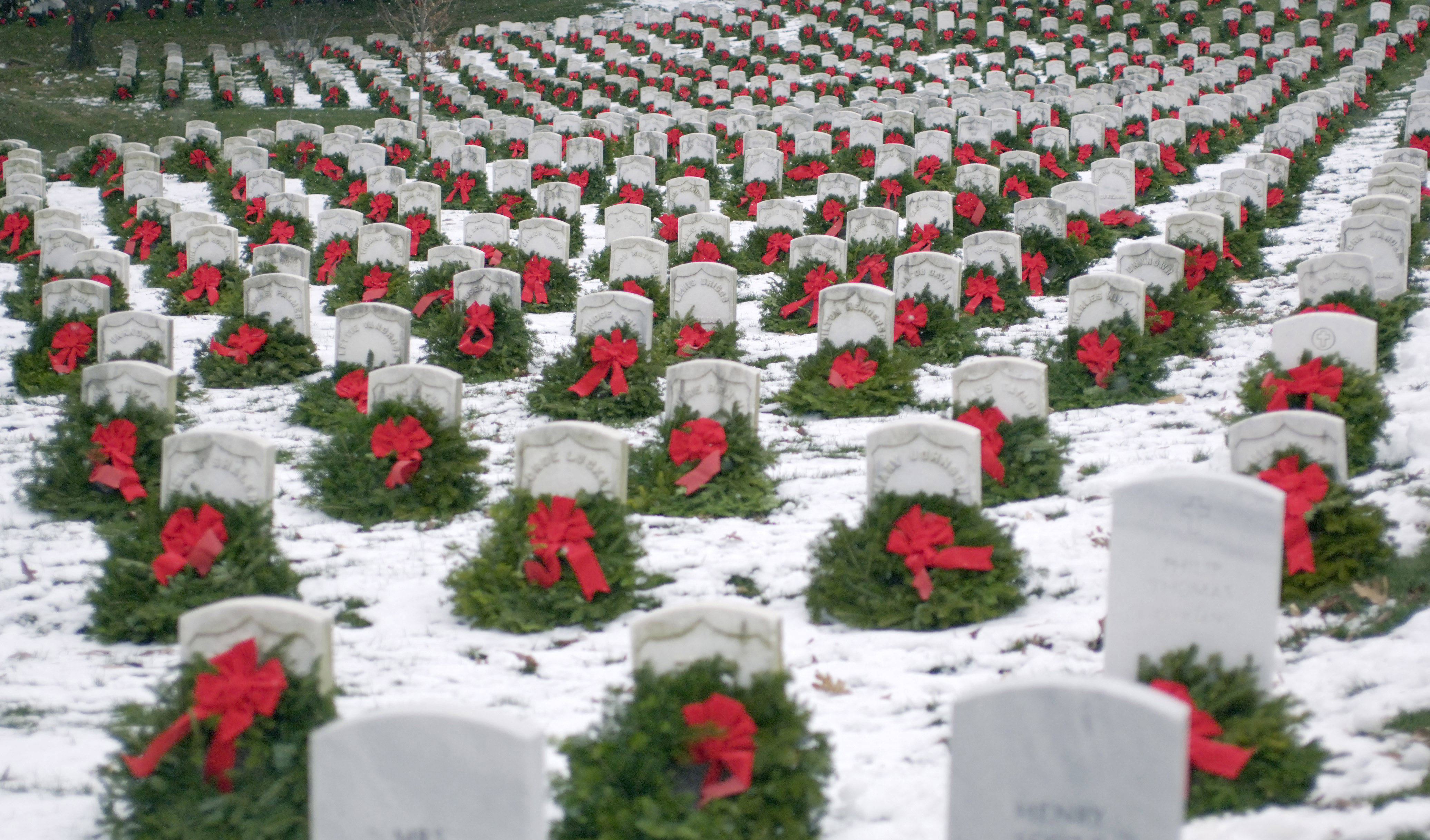
Vid jul dekorerar frivilliga alla gravar på kyrkogården med julkransar.
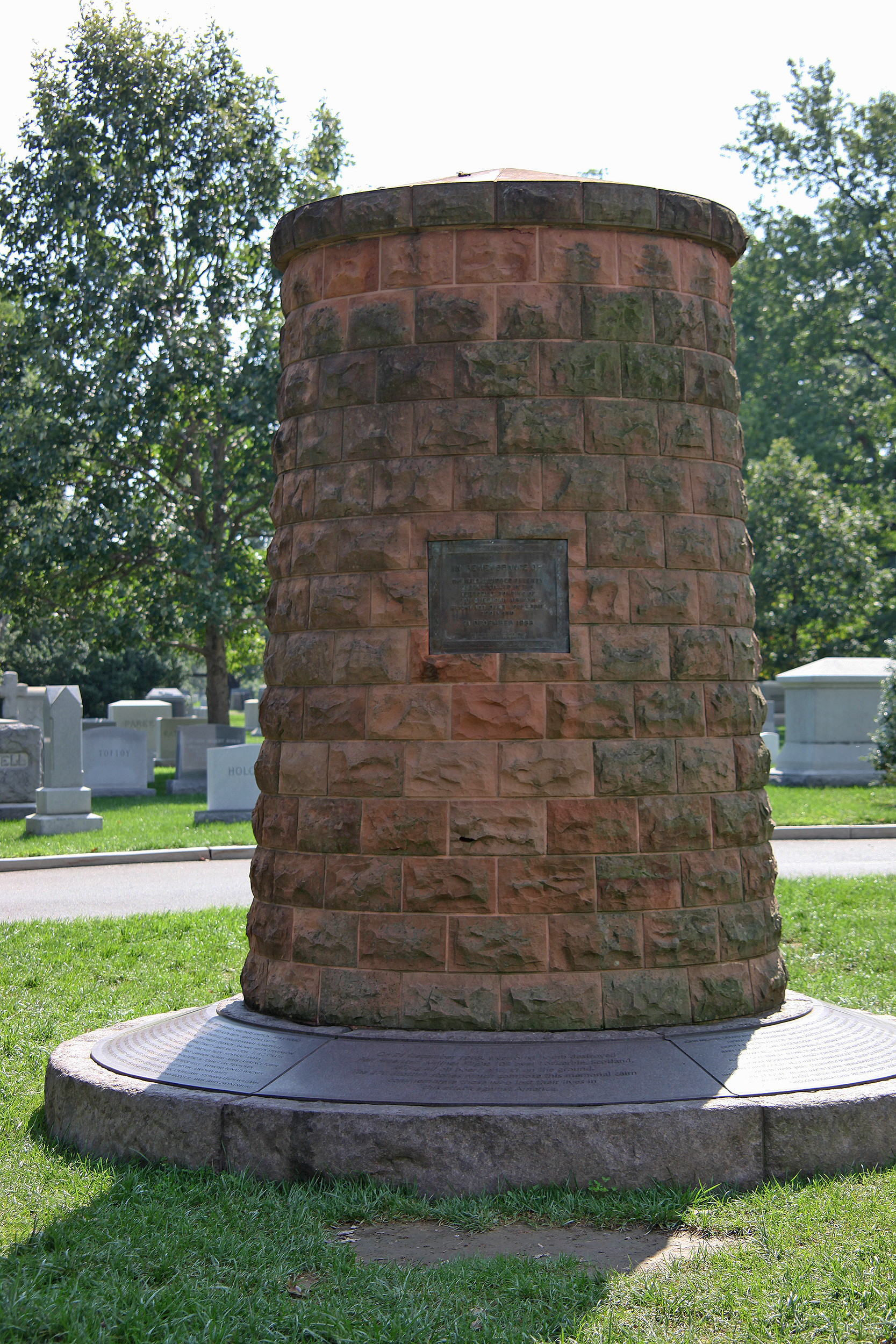
Minnesplats för offren från Lockerbie-attentatet.
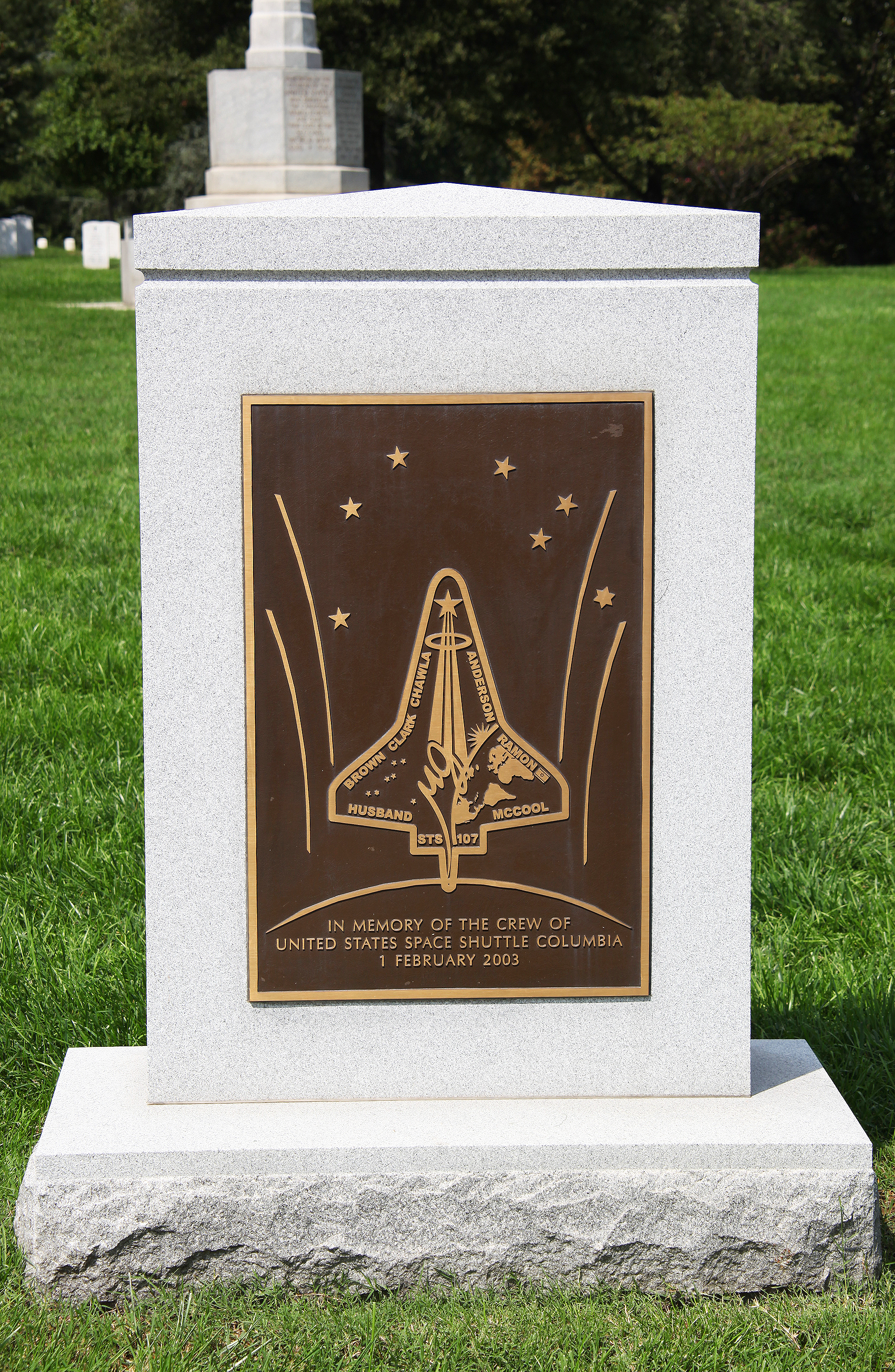
Astronauterna som dog i Columbiaolyckan är begravda i en gemensam grav.
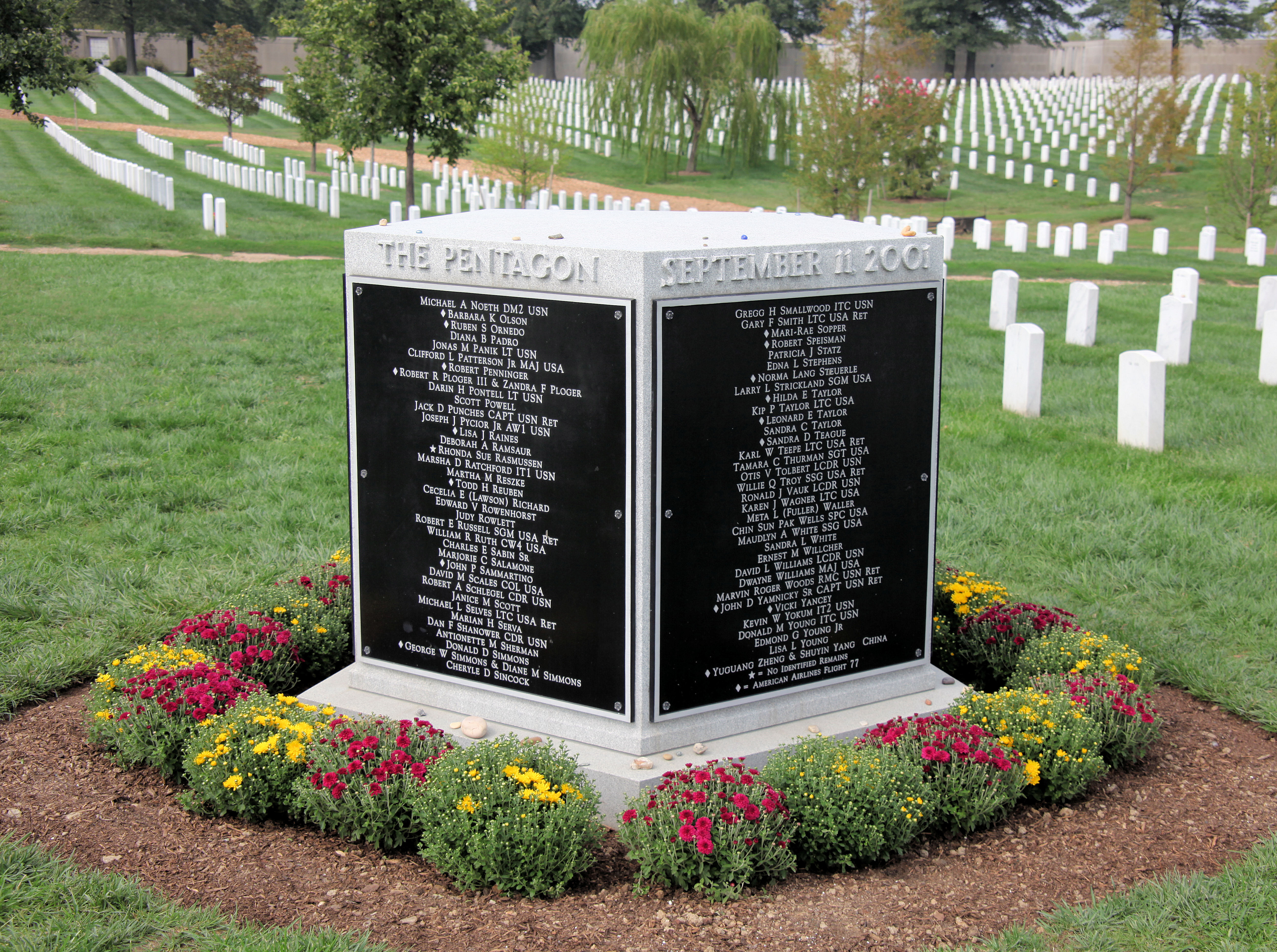
Minnesstenen över de som dog i Pentagon under 11 september-attackerna 2001.